# Benard Keter
Benard Keter (* 25. Mai 1992 in Molo) ist ein US-amerikanischer Leichtathlet kenianischer Herkunft, der sich auf den Hindernislauf spezialisiert hat. Auch sein Bruder Tareq Mubarak Taher ist für Bahrain als Leichtathlet aktiv.

## Sportliche Laufbahn
Benard Keter wuchs in Kenia auf und erhielt Stipendien für seine Ausbildung in den Vereinigten Staaten. 2019 startete er für die Vereinigten Staaten bei den Panamerikanischen Spielen in Lima und belegte dort in 8:32,76 min den vierten Platz über 3000 m Hindernis. 2021 nahm er an den Olympischen Sommerspielen in Tokio teil und gelangte dort mit 8:22,12 min im Finale auf den elften Platz. Im Jahr darauf schied er bei den Weltmeisterschaften in Eugene mit 8:21,94 min in der Vorrunde aus, wie auch bei den Weltmeisterschaften 2023 in Budapest mit 8:24,20 min. 

## Persönliche Bestleistungen
- 3000 m Hindernis: 8:17,19 min, 8. Juli 2023 in Eugene